# Elecciones presidenciales de México de 2024
Las elecciones presidenciales de México de 2024 se llevaron a cabo el domingo 2 de junio de 2024 para elegir a un nuevo presidente de la República. Estos comicios coincidieron con las elecciones de nueve entidades federativas del país. Una característica distintiva de estas elecciones fue que, por primera vez en la historia de México, las principales candidatas a la presidencia eran mujeres. Claudia Sheinbaum, considerada la favorita dentro de su partido, obtuvo la nominación de la coalición gobernante Sigamos Haciendo Historia. Por su parte, Xóchitl Gálvez se consolidó como la candidata principal de la coalición opositora Fuerza y Corazón por México, tras un aumento en su popularidad debido a las críticas por parte del presidente Andrés Manuel López Obrador. Movimiento Ciudadano, el único partido nacional sin coalición, nominó a Jorge Álvarez Máynez. La elección fue organizada en su totalidad por el Instituto Nacional Electoral (INE).

## Sistema electoral mexicano
En México, la elección del presidente se realiza mediante un sistema de mayoría simple en una sola vuelta, sin posibilidad de segunda ronda. La Constitución Mexicana, en su artículo 83, prohíbe que el presidente en turno busque la reelección, aún cuando sea interino, sustituto o provisional, por lo que solo se puede ocupar este cargo una vez.

## Procesos de selección
El Proceso Electoral Federal 2023-2024 inició formalmente el 7 de septiembre de 2023. La Ley General de Instituciones y Procedimientos Electorales estableció un periodo de prevención desde esa fecha hasta el 5 de noviembre de 2023, durante el cual se prohibían actividades como el proselitismo, la propaganda y las expresiones que inciten al voto. El incumplimiento de estas disposiciones puede resultar en la negación del registro de candidaturas. Este periodo busca garantizar la equidad en la contienda electoral y prevenir actos anticipados de precampaña o campaña.
Previo al inicio oficial del proceso, desde junio de 2023, los aspirantes de las coalición gobernante, Juntos Hacemos Historia, y la coalición opositora, Frente Amplio por México, realizaron recorridos por el país durante un periodo de más de tres meses. Si bien estas actividades fueron presentadas como acciones internas de los partidos políticos, surgieron cuestionamientos sobre su legalidad, con alegaciones de simulación política o incluso fraude a la ley. Se argumentó que, bajo la apariencia de coordinar movimientos internos,  el objetivo real era consolidar candidaturas presidenciales de facto.
Este periodo previo al proceso electoral formal estuvo marcado por numerosas quejas y denuncias presentadas ante el Instituto Nacional Electoral (INE) por actividades de proselitismo potencialmente violatorias de la normativa electoral. Se registraron un total de 1803 quejas contra los aspirantes a la candidatura presidencial, 996 dirigidas hacia Morena y 807 hacia los partidos que conformaban el Frente Amplio por México. Adán Augusto López encabezó la lista con 338 denuncias, seguido de Claudia Sheinbaum con 327 y Xóchitl Gálvez con 196. El INE también emitió sanciones contra el presidente Andrés Manuel López Obrador, ordenándole colocar una advertencia al inicio de sus conferencias matutinas.
Ante las denuncias presentadas, el Instituto Nacional Electoral analizó el caso y decidió autorizar los procesos internos de selección siempre que estos no se promocionaran explícitamente como eventos de campaña presidencial ni llamaran a votar por un partido o persona. Sin embargo, posteriormente el INE emitió multas a algunos participantes por incumplir las limitaciones establecidas sobre los procesos internos de selección.

### Sigamos Haciendo Historia
El 11 de junio de 2023 la coalición «Juntos Hacemos Historia», integrada por el partido Morena, el Partido del Trabajo y el Partido Verde Ecologista de México, anunció la creación del cargo de «Coordinador nacional de los comités de la defensa de la cuarta transformación» y un proceso interno de selección para designar al titular del puesto. La participación en el proceso estuvo restringida a seis candidatos invitados personalmente por el comité organizador. Participaron la jefa de gobierno de la Ciudad de México, Claudia Sheinbaum; el secretario de relaciones exteriores, Marcelo Ebrard; el secretario de gobernación, Adán Augusto López; el diputado federal Gerardo Fernández Noroña y los senadores Ricardo Monreal y Manuel Velasco Coello.
Las campañas de promoción se realizaron del 19 de junio al 27 de agosto y tuvieron como condición que los seis aspirantes renunciaran a sus cargos políticos antes de participar en el proceso. Este proceso se basó en la realización de cinco encuestas de opinión. Cuatro de estas encuestas fueron elegidas de una lista que incluía dos empresas encuestadoras propuestas por cada precandidato. La aplicación de las encuestas se realizó entre el 28 de agosto y el 4 de septiembre de 2023. El 6 de septiembre del mismo año, se anunció a Claudia Sheinbaum como la ganadora del proceso interno, posteriormente confirmada como la coordinadora de los comités de la defensa de la Cuarta Transformación, lo que la perfilaba como la virtual candidata presidencial de Morena para las elecciones de 2024.
El 19 de noviembre de 2023 se registró oficialmente ante el Instituto Nacional Electoral la coalición conformada por los partidos Morena, Partido del Trabajo (PT) y Partido Verde Ecologista de México (PVEM) bajo el nombre de «Sigamos Haciendo Historia».
| Claudia Sheinbaum         | Claudia Sheinbaum   | Claudia Sheinbaum        |
| ------------------------- | ------------------- | ------------------------ |
| Sigamos Haciendo Historia |                     |                          |
|                           |                     |                          |
| Morena                    | Partido del Trabajo | Partido Verde Ecologista |
|                           |                     |                          |

### Fuerza y Corazón por México
El 26 de junio de 2023 el «Frente Amplio por México», integrado por el Partido Acción Nacional, el Partido Revolucionario Institucional y el Partido de la Revolución Democrática, anunció la selección del «Responsable nacional para la construcción del Frente Amplio por México». La inscripción en el proceso estuvo abierta a toda la ciudadanía. Los trece aspirantes aprobados tuvieron que acumular entre el 12 de julio y el 8 de agosto un mínimo de 150 mil firmas de apoyo a través de una plataforma en Internet, además de demostrar un mínimo de mil firmas de apoyo en 17 de las 32 entidades federativas del país. El 9 de agosto la coalición anunció que sólo cuatro aspirantes habían cumplido los requisitos establecidos: las senadoras Xóchitl Gálvez y Beatriz Paredes, el diputado federal Santiago Creel y Enrique de la Madrid. Las siguientes etapas del proceso interno se basaron en la realización de encuestas de opinión. La primera encuesta, llevada a cabo del 11 al 14 de agosto, tenía como objetivo seleccionar a los tres candidatos con mayor apoyo. Posteriormente, se programó una segunda encuesta del 27 al 30 de agosto, la cual representaría el 50 % de los puntos necesarios para obtener la candidatura. El 50 % restante se definiría a través de una votación en línea el 3 de septiembre. En la primera encuesta, Enrique de la Madrid quedó fuera de la contienda.
Se tenía planeado realizar una votación el 4 de septiembre para seleccionar al candidato de la coalición, sin embargo, el 21 de agosto Santiago Creel declinó su candidatura, y el 31 de agosto Beatriz Paredes también desistió de su postulación después de que un segundo sondeo de opinión señalara que Xóchitl Gálvez contaba con la mayor intención de voto. Ante la declinación de los aspirantes, el 31 de agosto el comité organizador del Frente Amplio por México decidió cancelar la votación final y declarar a Xóchitl como la ganadora del proceso interno. Esta decisión confirmó a Gálvez como la virtual candidata presidencial de la coalición.
El martes 21 de noviembre de 2023 se registró ante el INE la coalición denominada Fuerza y Corazón por México derivado del trabajo del Frente Amplio por México.
| Xóchitl Gálvez              | Xóchitl Gálvez | Xóchitl Gálvez |
| --------------------------- | -------------- | -------------- |
| Fuerza y Corazón por México |                |                |
|                             |                |                |
|                             |                |                |
|                             |                |                |

### Movimiento Ciudadano
El partido Movimiento Ciudadano (MC) decidió participar de forma independiente en las elecciones presidenciales de 2024. Esta decisión, anunciada por el líder del partido Dante Delgado el 29 de agosto de 2023, descartó la posibilidad de unirse a la coalición Fuerza y Corazón por México y abrió un proceso interno para seleccionar a su propio candidato.
Entre los interesados se encontraban la senadora Indira Kempis Martínez, el gobernador de Nuevo León Samuel García, y otros seis ciudadanos como Ana María Moreno Hernández, Lorena Romo Vite, Francisco Javier Rodríguez Espejel, Javier Gerardo Limones Cerniceros, Benjamín Antonio Russek de Garay y Ernesto Miguel Sánchez Ruiz.
A pesar de las especulaciones y acercamientos por parte de MC, Marcelo Ebrard, quien no logró la candidatura en la coalición Sigamos Haciendo Historia, anunció el 12 de noviembre que no buscaría la nominación por Movimiento Ciudadano.
El 17 de noviembre, el partido dictaminó como improcedentes a siete de las ocho aspiraciones, dejando a Samuel García como único contendiente. Sin embargo, el 2 de diciembre, García suspendió su campaña debido a una crisis política en Nuevo León relacionada con el nombramiento de un gobernador interino. Samuel García decidió suspender su licencia y retirarse de la contienda presidencial. Ante la situación con García, el 9 de enero de 2024, Movimiento Ciudadano seleccionó al diputado federal Jorge Álvarez Máynez como su candidato sustituto. El propio García respaldó a Máynez a través de sus redes sociales. Un día después, el 10 de enero, Máynez fue designado oficialmente como único precandidato de MC.
| Jorge Álvarez Máynez |
| -------------------- |
| Movimiento Ciudadano |
|                      |
| Movimiento Ciudadano |
| Movimiento Ciudadano |

### Independientes
Para la elección presidencial, los candidatos independientes debían cumplir con ciertos requisitos para formalizar su participación. El plazo para registrar su intención de postularse como candidatos independientes ante el Instituto Nacional Electoral expiró el 7 de septiembre de 2023. Un total de 27 personas notificaron al INE su intención de postularse como candidatos independientes antes del plazo límite. A 6 de ellos se les permitió iniciar la recopilación de firmas, mientras que a los 21 restantes se les dio un plazo de 48 horas para corregir deficiencias en la documentación presentada. Los seis candidatos aprobados por el Instituto fueron Rocío Gabriela González Castañeda, Ulises Ernesto Ruiz Ortiz, exgobernador de Oaxaca, César Enrique Asiain del Castillo, María Ofelia Edgar Mares, Hugo Eric Flores Cervantes, fundador del extinto Partido Encuentro Social, y el actor José Eduardo Verástegui Córdoba. Más adelante, se sumaron otros tres candidatos: Fernando Mauricio Jiménez Chávez, Manuel Antonio Romo Aguirre e Ignacio Benavente Torres.
Para validar su candidatura, cada aspirante debía recaudar en 120 días el respaldo de al menos el 1 % del padrón electoral, que equivalía a más de 960 mil firmas de apoyo. Adicionalmente esas firmas debían representar el 1 % del padrón electoral de al menos 17 de las 32 entidades federativas del país.Sin embargo, el 6 de enero de 2024, tras concluir el periodo de recolección de firmas, ninguno de los aspirantes logró cumplir los requisitos para obtener una candidatura independiente. El aspirante que más firmas logró acumular fue Eduardo Verástegui, quien solo alcanzó el 14 % de los apoyos requeridos.

## Temas de campaña

#### Seguridad
Las encuestas revelan que la delincuencia y la violencia se encuentran entre las principales preocupaciones de los votantes para las próximas elecciones. Esta inquietud surge de los altos niveles de violencia experimentados durante el mandato del presidente Andrés Manuel López Obrador, especialmente entre 2018 y 2022, cuando los homicidios dolosos superaron los 30,000 anuales, alcanzando su punto máximo en 2020. Si bien las tasas de homicidio han disminuido desde entonces, siguen siendo más altas que los niveles previos a 2018.
El enfoque del presidente López Obrador para abordar este problema, resumido en el lema «abrazos, no balazos», implicó la creación de la Guardia Nacional de carácter civil. Sin embargo, la efectividad de esta estrategia ha sido cuestionada, y se han planteado sospechas sobre un posible subregistro de homicidios dolosos.
La candidata Xóchitl Gálvez ha sido una crítica abierta del enfoque de «abrazos, no balazos» y propone una respuesta más firme a la delincuencia. Su plan incluye fortalecer las fuerzas policiales estatales mediante el aumento de salarios, capacitación especializada y mejores recursos. Además, aboga por la expansión de la Guardia Nacional y el poder judicial, reorientar al ejército hacia la seguridad nacional, colaborar con Estados Unidos contra los cárteles de la droga y construir una nueva prisión de máxima seguridad.
Por su parte, Claudia Sheinbaum destaca su éxito en la reducción de las tasas de criminalidad en la Ciudad de México y propone un enfoque similar a nivel nacional. Su estrategia enfatiza una política de «cero impunidad», lograda a través de una mejor coordinación entre las agencias de aplicación de la ley y una mejor recopilación de inteligencia. También planea expandir el papel de la Guardia Nacional y reformar el poder judicial mediante la introducción de la elección popular de jueces y el establecimiento de un tribunal disciplinario para jueces corruptos.

#### Programas sociales
Durante su mandato, Andrés Manuel López Obrador implementó varios programas sociales, siendo el más grande la Pensión para el Bienestar de las Personas Adultas Mayores, dirigida a individuos de 65 años o más. Estos programas gozan de gran popularidad entre los votantes.
Tanto Xóchitl Gálvez como Claudia Sheinbaum apoyan los programas sociales establecidos por la administración saliente y se han comprometido a no abolirlos. Gálvez propuso reducir la edad de elegibilidad para la Pensión para el Bienestar de las Personas Adultas Mayores de 65 a 60 años. Sheinbaum se comprometió a garantizar que cualquier aumento en las pensiones de todos los programas sociales esté siempre por encima de la tasa de inflación. Además, propuso la implementación de un nuevo programa social dirigido a mujeres de entre 60 y 64 años, donde recibirían la mitad de la cantidad proporcionada por la Pensión para el Bienestar de las Personas Adultas Mayores.

#### Reforma electoral
En su sexenio, el presidente Andrés Manuel López Obrador intentó sin éxito aprobar reformas electorales en múltiples ocasiones. Su última propuesta, presentada el 5 de febrero de 2024 como una de las veinte reformas constitucionales propuestas, busca reestructurar el INE reduciendo el número de consejeros y exigiendo que los jueces electorales sean elegidos por voto popular. Además, eliminaría todos los escaños asignados por representación proporcional, reduciendo la Cámara de Diputados de 500 a 300 escaños y el Senado de 128 a 64 escaños.
Los miembros de Fuerza y Corazón por México han criticado los esfuerzos de López Obrador para reformar el sistema electoral y han bloqueado con éxito intentos previos en la legislatura, considerándolos antidemocráticos. El 18 de febrero de 2024, la coalición organizó protestas a nivel nacional, denominadas «marcha por la democracia», en múltiples ciudades, siendo la más grande la que tuvo lugar en el Zócalo de la Ciudad de México. Las cifras del gobierno estimaron una participación de 90,000 personas; sin embargo, los organizadores afirman que aproximadamente 700,000 personas participaron en las protestas. Xóchitl Gálvez elogió las protestas, afirmando que las instituciones de México permanecerían libres de la interferencia de figuras autoritarias.
Sheinbaum sugirió aprobar la reforma electoral de López Obrador si la administración saliente no lo hacía, apoyando la reducción de presupuesto del INE y abogando por que los consejeros y jueces electorales sean elegidos por voto popular. Además, propuso una reforma constitucional para evitar la reelección para cualquier cargo de elección popular. Además, anunció su voluntad de someterse a una revocación de mandato, emulando lo que hizo López Obrador en 2022.

## Debates
En cumplimiento con la legislación electoral, que establece la participación obligatoria de los candidatos presidenciales en al menos dos debates, el INE definió la fecha y ubicación para los tres debates presidenciales programados para esta elección. La selección de los moderadores para cada debate se llevó a cabo 30 días antes de la fecha programada. Los debates, que se realizarán en la Ciudad de México, serán transmitidos a través del canal oficial de YouTube del INE y por las cadenas nacionales de televisión abierta.
Los debates están programados para las siguientes fechas y horas (tiempo del centro de México):
| Fecha       | Hora  | Lugar                                             | Moderadores                                  | P Presente A Ausente NI No invitado | P Presente A Ausente NI No invitado | P Presente A Ausente NI No invitado | Audiencia (millones) |
| Fecha       | Hora  | Lugar                                             | Moderadores                                  | Gálvez                              | Sheinbaum                           | Máynez                              | Audiencia (millones) |
| ----------- | ----- | ------------------------------------------------- | -------------------------------------------- | ----------------------------------- | ----------------------------------- | ----------------------------------- | -------------------- |
| Fecha       | Hora  | Lugar                                             | Moderadores                                  |                                     |                                     |                                     | Audiencia (millones) |
| 7 de abril  | 20:00 | Sede del INE en Tlalpan, Ciudad de México         | Denise Maerker y Manuel López San Martín     | P                                   | P                                   | P                                   | 13.7                 |
| 28 de abril | 20:00 | Estudios Churubusco en Coyoacán, Ciudad de México | Adriana Pérez Cañedo y Alejandro Cacho       | P                                   | P                                   | P                                   | 16.18                |
| 19 de mayo  | 20:00 | CCU de Tlatelolco en Cuauhtémoc, Ciudad de México | Luisa Cantú, Elena Arcila y Javier Solórzano | P                                   | P                                   | P                                   | 13.9                 |

### Primer debate
El primer debate se llevó a cabo el 7 de abril de 2024 en las instalaciones del INE. El tema del debate fue «la sociedad que queremos», con preguntas enfocadas en salud y educación, corrupción y transparencia gubernamental, discriminación contra grupos vulnerables y violencia contra las mujeres. El 6 de marzo, el INE seleccionó a los periodistas Denise Maerker y Manuel López San Martín como moderadores del debate. Este fue el primer debate presidencial en 18 años sin la participación de López Obrador, quien participó en los debates presidenciales durante las elecciones de 2006, 2012 y 2018.
El debate se caracterizó por tener pocas propuestas y un predominio de ataques personales. Algunos medios acusaron a Gálvez de atacar a Sheinbaum cada vez que tenía la oportunidad de hacerlo para provocar a su oponente, entrelazando ataques con incidentes en los que Sheinbaum estuvo involucrada, como el colapso del Colegio Rébsamen durante el terremoto de la Ciudad de México de 2017, el colapso del paso elevado del Metro de la Ciudad de México y el manejo de la pandemia de COVID-19 en la capital. Xóchitl llamó a Claudia la dama de hielo por ser «una mujer fría y sin corazón», y en un momento declaró: «[tú] no eres AMLO, no tienes ni su carisma». Máynez acusó a Sheinbaum y Gálvez de pertenecer a la «vieja política», y destacó que Gálvez estaba respaldada por el «peor PRI de la historia». Sheinbaum respondió las críticas acusando a Gálvez de ser «corrupta y mentirosa»; también mencionó brevemente el operativo de 2024 en la embajada de México en Ecuador y elogió al personal diplomático allí por su valentía durante el incidente.
Muchos afirmaron que no hubo un ganador claro y que el debate no influiría en las encuestas. Sin embargo, algunos destacaron la actitud tranquila y disciplinada de Claudia a lo largo del debate, incluso ante las provocaciones de Xóchitl. A Máynez le resultó muy difícil hacerse notar, ya que se vio eclipsado por las dos candidatas más populares.

### Segundo debate
El segundo debate se llevó a cabo el 28 de abril de 2024 en los Estudios Churubusco. El tema central fue «la ruta hacia el desarrollo de México», abordando cuestiones como el crecimiento económico, el empleo, la inflación, la infraestructura, la pobreza, el cambio climático y el desarrollo sostenible. Para garantizar la inclusión estatal, el INE recopiló preguntas de ciudadanos de las 32 entidades federativas. El 28 de marzo, el INE seleccionó a los periodistas Adriana Pérez Cañedo y Alejandro Cacho como moderadores del debate. Este debate se convirtió en el más visto en la historia de México, con 16.18 millones de espectadores.
Al igual que en el primer encuentro, Gálvez volvió a ser descrita como la atacante, incluso sosteniendo pancartas en varias ocasiones mientras Sheinbaum hablaba, lo que provocó una reprimenda por parte de la moderadora Pérez Cañedo. Xóchitl cuestionó a Claudia sobre la investigación de presuntos actos de corrupción dentro de la administración de López Obrador, incluyendo acusaciones que involucraban a uno de los hijos del presidente y el enriquecimiento ilícito de Rocío Nahle, a lo que Sheinbaum respondió desafiándola a presentar una denuncia formal. Durante todo el debate, Sheinbaum evitó dirigirse a Gálvez por su nombre, refiriéndose a ella como la «candidata del PRIAN» y la «corrupta»; en respuesta, Gálvez la llamó la «candidata de las mentiras» y la «narco-candidata». Máynez fue en gran medida ignorado por las otras candidatas, lo que le permitió exponer sus propuestas, con ataques periódicos dirigidos hacia Gálvez. También se elogiaron los programas sociales de López Obrador, con Sheinbaum y Gálvez coincidiendo en la necesidad de mantenerlos.
Diversos analistas señalaron que el debate no influiría en las encuestas, ya que no hubo un consenso claro sobre un ganador. Se observó que en las redes sociales, las opiniones sobre el ganador estaban estrechamente relacionadas con las opiniones previas sobre los candidatos.

### Tercer debate
El tercer y último debate se llevó a cabo el 19 de mayo de 2024 en el Centro Cultural Universitario Tlatelolco de la UNAM. El tema central fue «democracia y gobierno: diálogos constructivos», con preguntas enfocadas en política social; inseguridad y crimen organizado; migración y política exterior; y democracia, pluralismo y división de poderes. El 18 de abril de 2024, el INE seleccionó a los periodistas Luisa Cantú Ríos, Elena Arcila y Javier Solórzano Zinser como moderadores del debate, representando cada uno las regiones norte, sur y centro de México, respectivamente. Originalmente, el formato del debate habría permitido a los candidatos interactuar directamente entre sí, pero el 9 de mayo, las campañas acordaron un nuevo formato en el que los candidatos enviarían preguntas a los moderadores, quienes luego las seleccionarían y harían.
Durante el debate, Claudia Sheinbaum defendió la política de seguridad de López Obrador y se comprometió a continuar abordando la lucha contra el narcotráfico desde una perspectiva social, mientras que Xóchitl Gálvez afirmó que «se acabaron los abrazos a los delincuentes» en referencia al lema de López Obrador «abrazos, no balazos» y se comprometió a fortalecer la Guardia Nacional, así como las fuerzas policiales estatales y locales. Jorge Álvarez Máynez se centró en el empoderamiento de los jóvenes durante el debate y se comprometió a implementar una semana laboral de cinco días y duplicar las becas para estudiantes.
Varios comentaristas criticaron el formato del debate y la eliminación de la interacción directa, argumentando que obstaculizó un diálogo significativo. Las opiniones sobre el ganador variaron, algunos consideraron que no hubo un claro vencedor y otros declararon a Sheinbaum como la ganadora, argumentando que Sheinbaum ganó porque Gálvez había perdido al dedicar demasiado tiempo a atacar a Sheinbaum en lugar de presentar sus propias propuestas.

## Encuestas y sondeos

### Agregadores de encuestas
| Fuente de agregador | Fecha de encuestas       | Fecha de publicación | Sheinbaum | Gálvez  | Máynez  | Diferencia      |
| ------------------- | ------------------------ | -------------------- | --------- | ------- | ------- | --------------- |
| Oraculus            | hasta mayo de 2024       | 29 de mayo de 2024   | 53 %      | 36 %    | 11 %    | Sheinbaum +17.0 |
| CEDE                | hasta 28 de mayo de 2024 | 29 de mayo de 2024   | 56 %      | 33.3 %  | 10.7 %  | Sheinbaum +22.7 |
| Polls.mx            | hasta 29 de mayo de 2024 | 29 de mayo de 2024   | 55 %      | 31 %    | 13 %    | Sheinbaum +24.0 |
| Bloomberg           | hasta 28 de mayo de 2024 | 29 de mayo de 2024   | 55.3 %    | 34 %    | 10.7 %  | Sheinbaum +21.3 |
| Expansión Política  | hasta 28 de mayo de 2024 | 29 de mayo de 2024   | 53.16 %   | 33.76 % | 10.36 % | Sheinbaum +19.4 |
| Promedio            | Promedio                 | Promedio             | 54.5 %    | 33.6 %  | 11.2 %  | Sheinbaum +20.9 |

## Resultados
El libro quinto de la ley general de instituciones y procedimientos electorales, es la sección de la máxima norma electoral que establece los mecanismos para la divulgación y oficialización de los resultados electorales. El INE estructura para ello tres procesos, dos de manera informativa para dotar de certeza a la jornada electoral y uno de oficialidad de resultados.
- Programa de Resultados Electorales Preliminares (PREP): Es un sistema de conteo progresivo de las actas de la elección, el documento que contiene el conteo de los votos realizado por los funcionarios ciudadanos en cada una de las 170 292 casillas instaladas. Esto se hace a través de la captura digitalizada del acta de conteo y el registro de los datos de la misma en el sistema en línea; esto una vez que son entregados los paquetes electorales (que contienen todo el material y documentación usado) en cada una de las 300 oficinas distritales del INE en todo el país. El PREP tiene fines estrictamente informativos, y no representan el resultado oficial, ni final de la elección. Este solo puede iniciar su divulgación a partir de las 20:00 horas del centro de México.

- Conteo rápido: Es un proceso estadístico, normado por criterios científicos, que consiste en la selección aleatoria de una muestra representativa de los votos emitidos en todo el país. Esto para realizar un cálculo pormenorizado, que resulte en los márgenes más cercanos al límite inferior (el porcentaje más bajo posible) y el límite superior (el porcentaje más alto posible) de los porcentajes de participación ciudadana y de votos recibidos por cada candidato. Este método permite delinear el resultado definitivo de la elección, aunque la propia ley reserva la emisión del mismo, si los márgenes entre los dos primeros lugares son muy estrechos, como ocurrió en la elección presidencial de 2006.

- Computos distritales: Es el registro manual de las actas y certificación de cada uno de los paquetes electorales en las 300 oficinas distritales del país. Los consejos integrados por ciudadanos y representantes de los partidos son los que participan de ello. En este proceso, y siempre de conformidad con la ley, pueden reabrirse los paquetes y realizar un recuento de votos. Este procedimiento es el jurídicamente oficial para el INE, y el último con participación del organismo, siendo el que determina el resultado final de la elección, después de lo cual se emite la constancia de mayoría que declara ganador de la elección a la candidatura con más votos. Aquí cesa la participación del órgano electoral, pues la calificación, declaratoria de validez de los resultados (que no suelen variar demasiado al cómputo distrital) y proclamación de "presidente electo" son facultades exclusivas del Tribunal Electoral del Poder Judicial de la Federación.

|  | 45.52 % |

|  | 59.75 % |

|  | 7.78 % |

|  | 6.45 % |

|  | 16.04 % |

|  | 27.45 % |

|  | 9.54 % |

|  | 1.86 % |

|  | 10.32 % |

|  | 0.13 % |

|  | 97.53 % |

|  | 2.32 % |

|  | 100.00 % |

|  | 61.04 % |

### Por estado
| Estados                                              | Sheinbaum Pardo | Sheinbaum Pardo | Gálvez Ruiz | Gálvez Ruiz | Álvarez Máynez | Álvarez Máynez | No registrados | No registrados | Nulos     | Nulos  | Total      | Participación |        |   |       |   |
| Estados                                              | Votos           | %               | Votos       | %           | Votos          | %              | Votos          | %              | Nulos     | Nulos  | Total      | Participación | Votos  | % | Votos | % |
| ---------------------------------------------------- | --------------- | --------------- | ----------- | ----------- | -------------- | -------------- | -------------- | -------------- | --------- | ------ | ---------- | ------------- | ------ | - | ----- | - |
| Estados                                              | Aguascalientes  | 284,706         | 42.73%      | 306,262     | 45.97%         | 59,498         | 8.93%          | 1,571          | 0.24%     | 14,205 | 2.13%      | 666,242       | 60.56% |   |       |   |
| Baja California                                      | 1,039,973       | 66.65%          | 330,657     | 21.19%      | 155,262        | 9.95%          | 2,929          | 0.19%          | 31,512    | 2.02%  | 1,560,333  | 48.72%        |        |   |       |   |
| Baja California Sur                                  | 201,126         | 59.14%          | 101,136     | 29.74%      | 29,825         | 8.77%          | 463            | 0.14%          | 7,539     | 2.22%  | 340,089    | 55.37%        |        |   |       |   |
| Campeche                                             | 275,315         | 61.30%          | 69,546      | 15.48%      | 94,280         | 20.99%         | 432            | 0.10%          | 9,570     | 2.13%  | 449,143    | 64.61%        |        |   |       |   |
| Coahuila                                             | 853,437         | 53.72%          | 617,208     | 38.85%      | 85,857         | 5.40%          | 1,203          | 0.08%          | 31,004    | 1.95%  | 1,588,709  | 65.79%        |        |   |       |   |
| Colima                                               | 188,093         | 54.41%          | 103,580     | 29.96%      | 46,092         | 13.33%         | 698            | 0.20%          | 7,247     | 2.10%  | 345,710    | 59.01%        |        |   |       |   |
| Chiapas                                              | 1,769,444       | 71.55%          | 412,846     | 16.69%      | 183,101        | 7.40%          | 2,269          | 0.09%          | 105,298   | 4.26%  | 2,472,958  | 62.63%        |        |   |       |   |
| Chihuahua                                            | 885,869         | 53.86%          | 559,690     | 34.03%      | 157,077        | 9.55%          | 2,280          | 0.14%          | 39,737    | 2.42%  | 1,644,653  | 53.22%        |        |   |       |   |
| Ciudad de México                                     | 3,095,413       | 55.20%          | 1,937,152   | 34.55%      | 467,960        | 8.35%          | 9,723          | 0.17%          | 97,303    | 1.74%  | 5,607,551  | 70.35%        |        |   |       |   |
| Durango                                              | 455,237         | 58.45%          | 250,283     | 32.13%      | 56,129         | 7.21%          | 698            | 0.09%          | 16,563    | 2.13%  | 778,910    | 55.55%        |        |   |       |   |
| Guanajuato                                           | 1,302,706       | 47.22%          | 1,103,326   | 39.99%      | 291,379        | 10.56%         | 4,613          | 0.17%          | 57,068    | 2.07%  | 2,759,092  | 56.96%        |        |   |       |   |
| Guerrero                                             | 1,110,844       | 71.66%          | 291,130     | 18.78%      | 98,827         | 6.38%          | 1,430          | 0.09%          | 47,869    | 3.09%  | 1,550,100  | 58.45%        |        |   |       |   |
| Hidalgo                                              | 1,043,873       | 67.44%          | 307,056     | 19.84%      | 159,899        | 10.33%         | 1,586          | 0.10%          | 35,547    | 2.30%  | 1,547,961  | 64.72%        |        |   |       |   |
| Jalisco                                              | 1,720,921       | 44.44%          | 1,384,825   | 35.76%      | 670,462        | 17.31%         | 8,652          | 0.22%          | 87,479    | 2.26%  | 3,872,339  | 58.29%        |        |   |       |   |
| Estado de México                                     | 5,125,040       | 60.60%          | 2,241,267   | 26.50%      | 905,529        | 10.71%         | 10,882         | 0.13%          | 174,459   | 2.06%  | 8,457,177  | 64.82%        |        |   |       |   |
| Michoacán                                            | 1,140,630       | 55.07%          | 607,301     | 29.32%      | 250,391        | 12.09%         | 3,808          | 0.18%          | 69,044    | 3.33%  | 2,071,174  | 55.83%        |        |   |       |   |
| Morelos                                              | 631,526         | 63.80%          | 211,169     | 21.34%      | 126,294        | 12.76%         | 1,075          | 0.11%          | 19,713    | 2.00%  | 989,777    | 63.68%        |        |   |       |   |
| Nayarit                                              | 342,762         | 63.27%          | 109,487     | 20.21%      | 74,621         | 13.77%         | 711            | 0.13%          | 14,134    | 2.61%  | 541,715    | 56.81%        |        |   |       |   |
| Nuevo León                                           | 1,159,159       | 45.21%          | 888,064     | 34.64%      | 463,002        | 18.06%         | 3,398          | 0.13%          | 50,253    | 1.96%  | 2,563,876  | 57.26%        |        |   |       |   |
| Oaxaca                                               | 1,441,211       | 76.37%          | 271,981     | 14.41%      | 124,621        | 6.60%          | 1,633          | 0.09%          | 47,631    | 2.52%  | 1,887,077  | 60.47%        |        |   |       |   |
| Puebla                                               | 2,146,741       | 65.19%          | 716,148     | 21.75%      | 332,071        | 10.08%         | 4,102          | 0.12%          | 93,890    | 2.85%  | 3,292,952  | 65.96%        |        |   |       |   |
| Querétaro                                            | 622,335         | 51.08%          | 449,501     | 36.89%      | 116,117        | 9.53%          | 2,957          | 0.24%          | 27,548    | 2.26%  | 1,218,458  | 63.99%        |        |   |       |   |
| Quintana Roo                                         | 605,361         | 73.17%          | 138,992     | 16.80%      | 63,890         | 7.72%          | 1,339          | 0.16%          | 17,703    | 2.14%  | 827,285    | 56.56%        |        |   |       |   |
| San Luis Potosí                                      | 826,746         | 60.51%          | 347,948     | 25.47%      | 146,802        | 10.75%         | 2,020          | 0.15%          | 42,682    | 3.12%  | 1,366,198  | 62.35%        |        |   |       |   |
| Sinaloa                                              | 872,249         | 65.59%          | 326,368     | 24.54%      | 103,193        | 7.76%          | 1,128          | 0.08%          | 26,868    | 2.02%  | 1,329,806  | 56.24%        |        |   |       |   |
| Sonora                                               | 750,219         | 63.92%          | 290,917     | 24.79%      | 107,759        | 9.18%          | 1,423          | 0.12%          | 23,401    | 1.99%  | 1,173,719  | 51.12%        |        |   |       |   |
| Tabasco                                              | 897,143         | 80.53%          | 124,037     | 11.13%      | 66,018         | 5.93%          | 1,107          | 0.10%          | 25,696    | 2.31%  | 1,114,001  | 61.43%        |        |   |       |   |
| Tamaulipas                                           | 1,013,715       | 62.33%          | 427,228     | 26.27%      | 152,528        | 9.38%          | 1,865          | 0.11%          | 30,965    | 1.90%  | 1,626,301  | 56.98%        |        |   |       |   |
| Tlaxcala                                             | 512,774         | 69.20%          | 109,112     | 14.73%      | 103,236        | 13.93%         | 800            | 0.11%          | 15,038    | 2.03%  | 740,960    | 71.05%        |        |   |       |   |
| Veracruz                                             | 2,441,410       | 66.45%          | 846,842     | 23.05%      | 294,613        | 8.02%          | 3,769          | 0.10%          | 87,363    | 2.38%  | 3,673,997  | 60.33%        |        |   |       |   |
| Yucatán                                              | 779,851         | 60.69%          | 390,645     | 30.40%      | 88,001         | 6.85%          | 1,177          | 0.09%          | 25,301    | 1.97%  | 1,284,975  | 72.67%        |        |   |       |   |
| Zacatecas                                            | 388,690         | 50.35%          | 230,993     | 29.92%      | 130,376        | 16.89%         | 1,373          | 0.18%          | 20,514    | 2.66%  | 771,946    | 60.77%        |        |   |       |   |
| Total                                                | 35,924,519      | 59.76%          | 16,502,697  | 27.45%      | 6,204,710      | 10.32%         | 83,114         | 0.14%          | 1,400,144 | 2.33%  | 60,115,184 | 61.05%        |        |   |       |   |
| Fuente: Computos 2024 - Instituto Nacional Electoral |                 |                 |             |             |                |                |                |                |           |        |            |               |        |   |       |   |